# Schizocosa mccooki
Schizocosa mccooki este o specie de păianjeni din genul Schizocosa, familia Lycosidae. A fost descrisă pentru prima dată de Montgomery, 1904. Conform Catalogue of Life specia Schizocosa mccooki nu are subspecii cunoscute.